# Pick up artist
 (mars 2020).

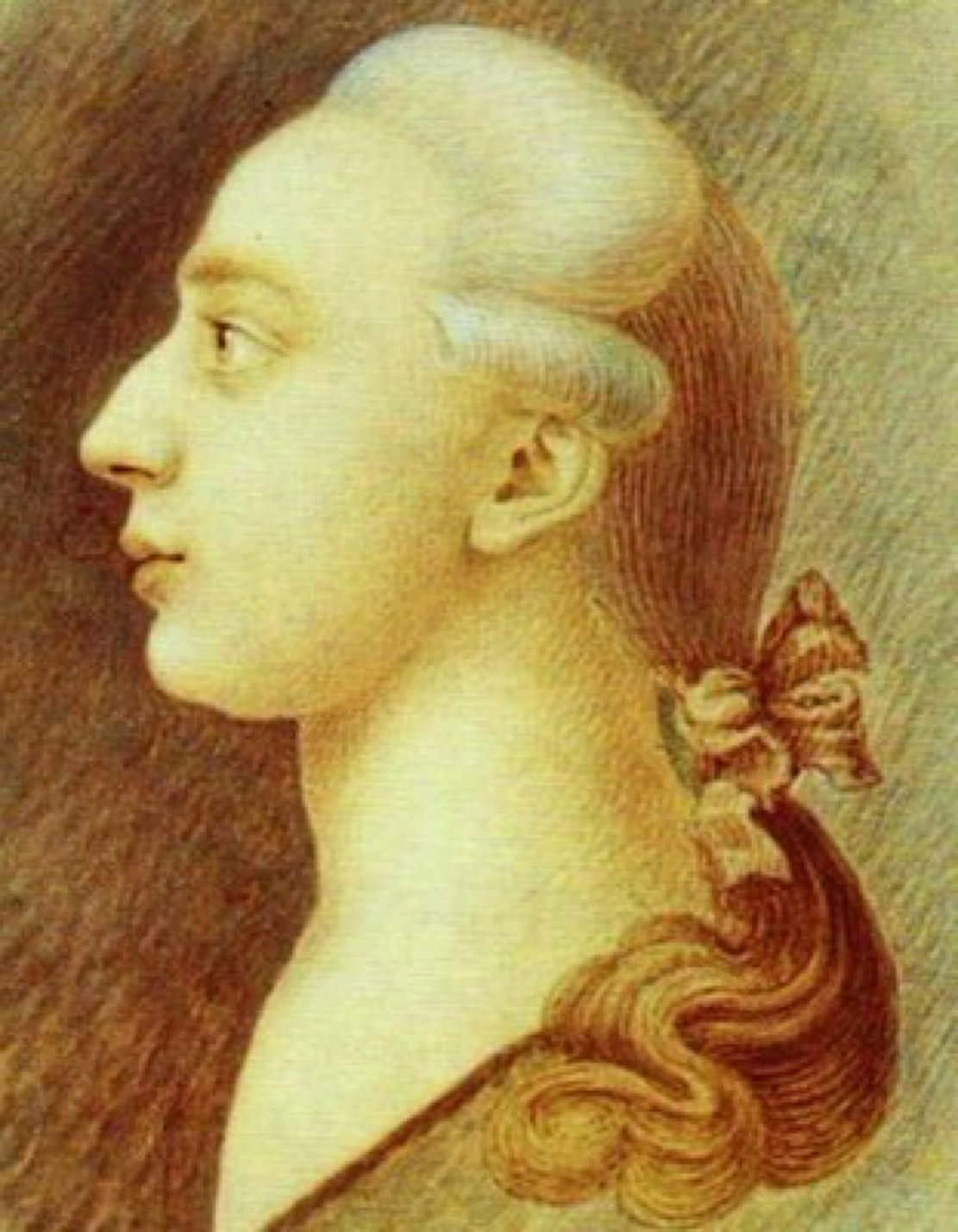
Portrait de Giovanni Giacomo Casanova (1725-1798), connu comme étant, entre autres, un grand séducteur.

La communauté de la séduction est un ensemble d’hommes hétérosexuels qui s'échangent leurs conseils et leurs techniques de séduction des femmes. Le terme de pick up artist, abrégé couramment en PUA est également utilisé pour représenter ce mouvement social.
Cette subculture est apparue aux États-Unis à la fin des années 1990, et existe aujourd’hui dans tous les pays occidentaux. Au sein de cette communauté, la séduction  est vue comme un jeu et comme un apprentissage ; un « gars frustré moyen » est quelqu’un de timide ayant eu peu d’expériences amoureuses ou sexuelles. Au fur et à mesure de sa progression et quel que soit son physique, il aura un succès croissant auprès des femmes jusqu’à devenir un « artiste de la drague ». En ce sens, la communauté de la séduction se rattache au développement personnel.
Originellement limitée aux forums sur internet, la théorisation de la séduction se vend sous forme de livres, de DVD, de séminaires, et même de « travaux pratiques sur le terrain ».

## Histoire
Le terme pick up (ramasser, recueillir, prendre) dans ce contexte vient de l'argot américain et désigne le fait de faire connaissance avec une inconnue dans l'anticipation d'un rapport sexuel et date au moins des années 1970 et fut notamment popularisé par le magazine Pick-Up Times et le film semi-autobiographique The Pick-up Artist de James Toback.
Le terme Pick-Up Artist est associé à une sous-culture masculine, basée essentiellement sur le développement personnel. Celle-ci prend naissance dans les années 1980 sous l'impulsion de Ross Jeffries, coach en séduction et programmation neuro-linguistique et de Erik Von Markovik , aka Mystery. Mais ce n'est réellement qu'à partir de la publication du livre de Neil Strauss, The Game : Les secrets d'un virtuose de la drague (The Game: Penetrating the Secret Society of Pickup Artists) en septembre 2005 et la diffusion de l'émission de télévision The Pick-up Artist sur la chaîne VH1 avec Mystery et Matador (partenaire de drague de Mystery) que le terme se répand.
Ces groupes, au départ via la création de newsgroup, appelés « lair » ont pour but de partager des connaissances ou des techniques, sans en faire un commerce. En France, la communauté de séduction s'est d'abord regroupée sur des forums de discussion sur Internet à partir de 2003.

## Principes généraux
La communauté a développé une certaine théorie autour de la séduction, la considérant comme une technique scientifique. 
Ainsi, selon la communauté, le premier principe est d’oublier la séduction romantique, à base de compliments (du type : « Ton père a volé les étoiles du ciel pour les mettre dans tes yeux »). Au contraire, une phrase un peu déstabilisante aura plus d’effet (par exemple « Sympa tes ongles, ce sont des vrais ? »). Il s'agit du « push and pull », c'est-à-dire d'un compliment immédiatement contrebalancé par une remarque déplacée.
Selon certain coach, pour devenir un bon séducteur, les hommes doivent apprendre les traits du « mâle dominant » : se lier aisément avec d’autres personnes, être bien habillés….
La drague de rue ou street pickup est considérée pour certain comme « l'espace de l’excellence des séductions et des séducteurs ». Considérée comme le territoire le plus difficile où pratiquer, le séducteur qui se confronte à la rue « incarne une masculinité valorisée ».

## Coaching en séduction
Surfant sur la vague du développement personnel, les coachs sont généralement des personnes issues de la communauté, qui proposent une offre commerciale. Chacun propose sa théorie et sa méthode sous forme d’e-book, de DVD, de séminaires, de séances pratiques sur le terrain (dans les bars, et les boîtes de nuit). Ils s’adressent en principe aux personnes ayant des difficultés à séduire,. Certains cours sont considérés comme plus avancés, comme la drague de rue.
Certains coachs américains sont mondialement connus.
Ross Jeffries, reconnu comme le fondateur de la communauté, a créé la « Speed Seduction ». Il se base sur la programmation neuro-linguistique. Cependant il a rarement été vu à l’œuvre, et ses techniques sont parfois qualifiées de manipulation.
Mystery est le théoricien de la séduction. Auteur de livres (The Mystery Method: How to Get Beautiful Women into Bed) et de DVD, il a mis au point une méthode qui consiste à approcher une « cible » alors qu’elle est dans un groupe. Tandis qu’il se rend intéressant auprès du groupe, il ignore la cible, puis lui donne l’occasion de se mettre en valeur. Plus tard il s’arrange pour la sortir du groupe, et à créer une tension sexuelle. Il a également prévu diverses solutions pour éviter la « résistance de dernière minute ». Dans The Game, il est présenté comme une personne en manque affectif, incapable de construire une relation ; il a fait plusieurs dépressions et un séjour en hôpital psychiatrique. Il intervient dans l'émission The Pickup Artist (en).
David DeAngelo est un ancien élève de Ross Jeffries. Selon lui les hommes ne doivent pas être gentils et romantiques, mais plutôt décidés et provocateurs ; les femmes devront alors entrer dans le jeu afin de séduire un homme qui sera pour elle le gros lot. Il conseille aux hommes d’être « macho marrant ».
Neil Strauss est un élève de Mystery, notamment connu pour avoir écrit The Game. Journaliste au New York Times, il se décrit lui-même comme un ancien timide au physique ingrat. Il a pourtant eu de nombreuses relations avec des femmes et a créé ses propres techniques.
Les coachs français préfèrent en général délaisser le côté technique, et présentent la séduction comme un art, s’inspirant des figures du dandy ou du gentleman,,.

## Débats
Neil Strauss dénonce lui-même, dans The Game, la tendance à la déshumanisation de la séduction. 
Certains courant de pensée féministes réfutent l’idée selon laquelle les femmes sont « programmées » pour être attirées par certaines caractéristiques chez les hommes et dénoncent l’« inhumanité » de ces pratiques. Elles contestent que les hommes et les femmes seraient fondamentalement différents en s'appuyant sur les travaux en études de genre. 
Cependant, contrairement à ce que suggèrent ces courants, un large corpus de recherches en biologie évolutive, neurosciences et psychologie expérimentale confirme l’existence de différences moyennes entre les hommes et les femmes, tant au niveau du cerveau que du comportement. Par exemple, des travaux en psychologie évolutionnaire (David Buss) montrent des préférences sexuelles distinctes et récurrentes à travers les cultures ; en neurosciences, des études comme celles de Simon Baron-Cohen ou Larry Cahill mettent en évidence des différences de structure, de latéralisation et de fonctionnement cérébral selon le sexe, notamment dans le traitement des émotions ou la cognition spatiale[source insuffisante]. [pertinence contestée]
Ces différences, bien qu’influencées par l’environnement et la culture, sont également enracinées dans la biologie et le développement, comme l’illustrent les recherches en neuroendocrinologie (Jacques Balthazart, Louann Brizendine) et les méta-analyses de Diane Halpern sur les aptitudes cognitives. L’ensemble de ces données suggère que les distinctions observées entre hommes et femmes ne relèvent pas uniquement de constructions sociales, mais s’appuient sur des bases scientifiques solides.
Inversement, le mélange de dandisme et de machisme de certains coach de la communauté serait une réponse au féminisme, qui obligerait les hommes à s’organiser, et à ne plus rester dans une séduction traditionnelle. Cette idée est développée en France notamment par Alain Soral dans Sociologie du dragueur et Vers la féminisation ? ou bien encore par Éric Zemmour dans Le Premier Sexe.
Les formateurs (« coachs ») en séduction se voient reprocher de profiter de personnes frustrées, prêtes à payer des formations allant jusqu’à 8 000 euros.
Dans Alpha mâle, Séduire les femmes pour s'apprécier entre hommes paru en 2017, l'anthropologue Mélanie Gourarier souligne la place du groupe de pairs dans la pratique de la séduction. L'intégration au sein d'une communauté de « séducteurs » apparaît comme la finalité, une recherche d'homo-sociabilité en soi.